# 新竹客運龍潭站
亞通客運龍潭站，原名新竹客運龍潭站，是亞通客運向新竹客運租用設於桃園市龍潭區北龍路13號的服務站 （部分車位與捷乘客運共用），旅客可搭乘各路線前往桃園市內中壢區、楊梅區、新屋區、平鎮區，新竹縣之關西鎮、新埔鎮、橫山鄉、竹東鎮、竹北市及新竹市等地。
龍潭站是桃園市公車中豐幹線的南端主要端點站，本站大多數路線均行經連接龍潭區、平鎮區與中壢區3區的中豐路。
2024年1月1日起因新竹客運退出桃園市公車，本站改由亞通客運租用接手

## 月台

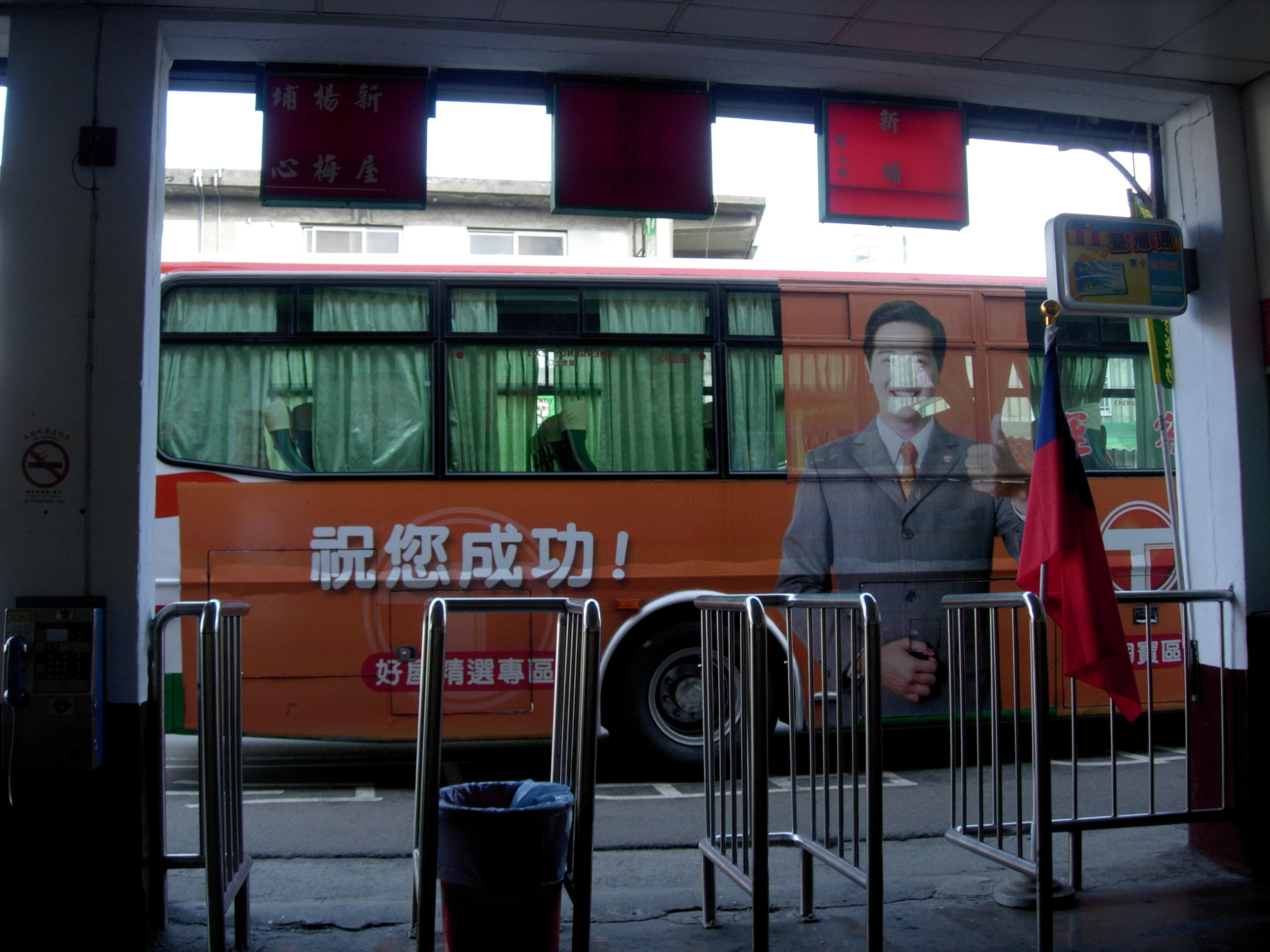
龍潭站月台

龍潭僅有一側站月台面向北龍路，月台有五個出入口、六個指示牌分別如下：
- 新竹　關西
  - 成功號
- 竹東
  - 成功號
- 六福村　小人國
- 埔心　楊梅　新屋
  - （原為石門水庫，現無告示）
- 新埔
  - 經三水

註：桃園縣公車701路往桃客龍潭站在此設停靠站（沒有站牌）

## 站房外站牌
- 龍潭往中壢 此站牌位於龍潭區北龍路22號全聯福利中心龍潭店斜對面，為往中壢乘車處，龍潭站內部的時刻表往中壢欄有標示到往中壢乘車站牌的指示，和桃園縣聯營公車701的竹客總站站牌（往中壢、林口長庚醫院方向）並列

## 行駛路線

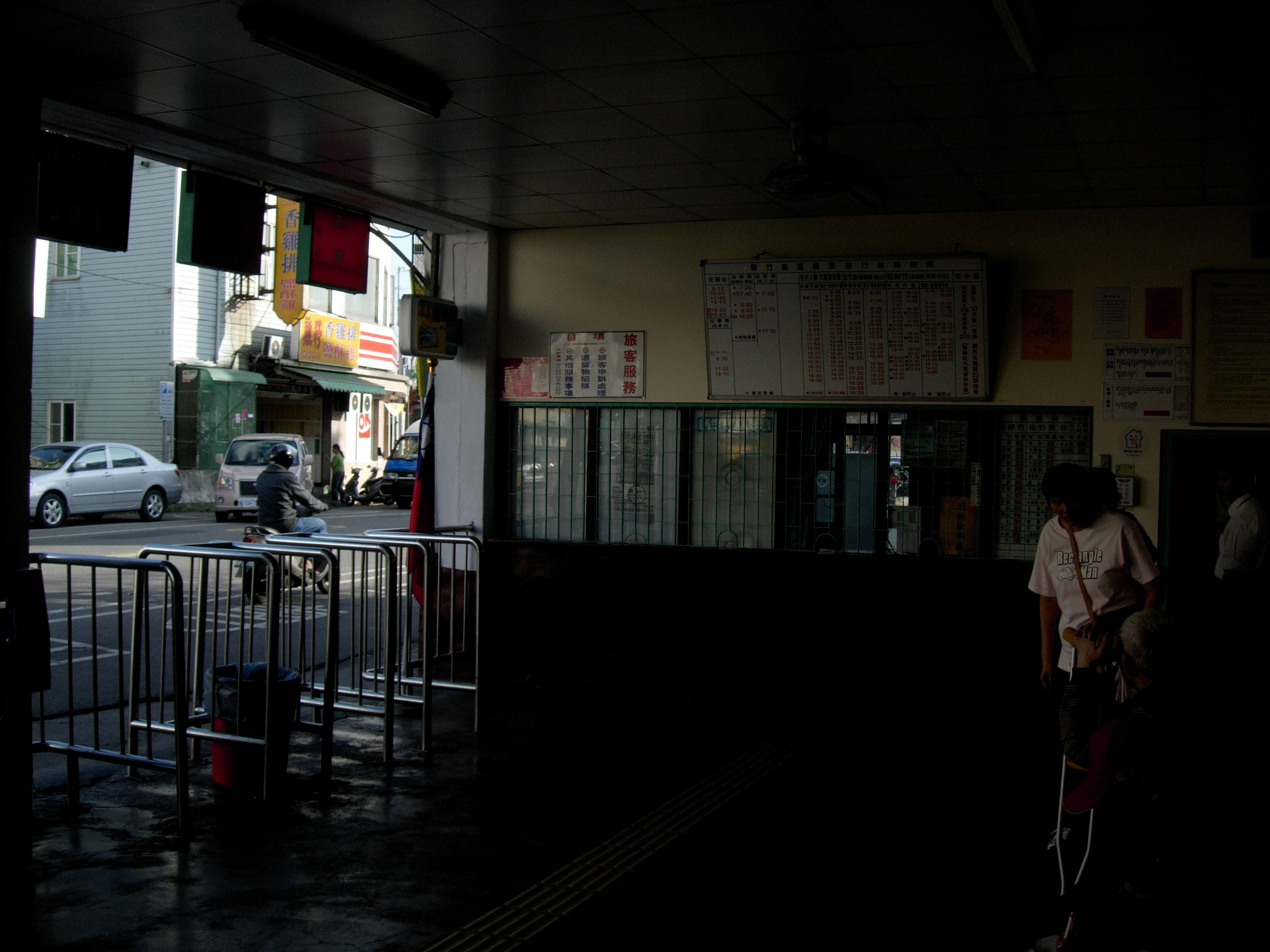
龍潭站內部

- 桃園市區公車（2024年1月1日起由亞通客運接駛）：
  - 5616 龍潭－中壢
  - 5617 中壢－關西 逢學生上課日期間，小部份班次只到關西高中或改走中豐新路經關西高中到關西站
  - 5646 中壢－龍潭 （經隘寮頂）
  - 5647 龍潭－萬大社區（四維新村）（經埔心）
  - 5648 龍潭－楊梅（經縱貫路）
  - 5649 龍潭－新屋（經楊梅）
  - 5653 中壢－六福村、小人國（經車頭）小部份班次為直達車（直行中原路），晚上班次不進小人國
  - 5671 龍潭－八〇四醫院－中壢 從中壢出發去程不進本站，返程為從804出發，直行北龍路進本站折返回中壢
- 公路客運：
  - 5620 中壢－新竹（經關西）(2024年11月1日起由亦捷科際復駛）
  - 5634 中壢－竹東（經關西）(2024年9月1日起由捷乘客運復駛）
- 幸福巴士：
  - 北環幹線 龍潭－芎林（經三洽水、新埔）(由5632及5640整合，2025年1月1日起由捷乘客運開辦）

### 時刻

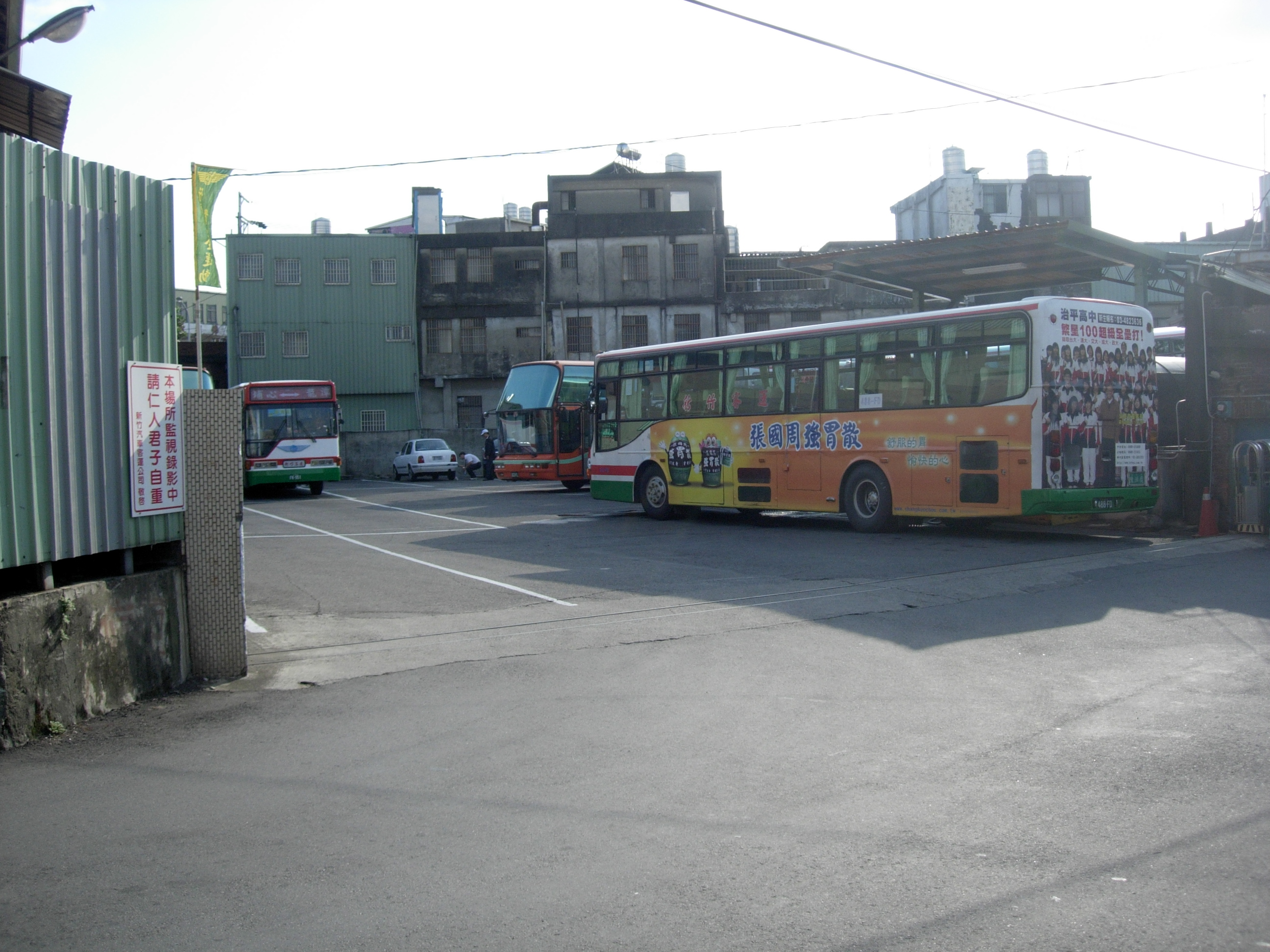
龍潭站停車場

往中壢班次，約5至10分有一車次（為重疊區間，包含其他地方經由龍潭往中壢的班次在內）。其他路線皆有定時行駛（固定班次）

## 資料來源
1. ↑  http://www.hcbus.com.tw/中壢時刻表.htm 的存檔，存档日期2011-12-24. 龍潭站時刻表

## 外部連結
- 新竹客運公司 （页面存档备份，存于）